# Tenerrdis
 (mars 2016).
Technologies énergies nouvelles, énergies renouvelables, Rhône-Alpes, Drôme, Isère, Savoie et Haute-Savoie (Tenerrdis) est un pôle de compétitivité spécialisé dans la transition énergétique inauguré en 2005.
En février 2021, Tenerrdis comptait 322 adhérents dont 44 % de TPE/PME.

## Historique
Le dossier pour la formation du pôle de compétitivité a été déposé le 28 février 2005 à l’initiative de la Région Rhône-Alpes, du Conseil général de la Savoie, de l’Institut polytechnique de Grenoble et du CEA Grenoble, ainsi que du soutien de Grenoble Alpes Métropole.
L'obtention du label « pôle de compétitivité » par le CIADT date du 12 juillet 2005.
Constitution de l’association le 28 septembre 2005.
Tenerrdis regroupe à sa création une centaine d'acteurs de la filière solaire française (dont le Commissariat à l'énergie atomique et aux énergies alternatives (CEA) et 60 « PME innovantes »).
En 2010 et 2011, Geneviève Fioraso, alors députée de l'Isère, vice-présidente de la communauté d'agglomération Grenoble-Alpes Métropole et administratrice du pôle Tenerrdis, incite le gouvernement à au moins tripler l'objectif annoncé de 5,4 GW à l'horizon 2020, afin notamment de répondre aux objectifs du Grenelle de l'environnement. Elle appelle également les grands groupes à investir dans la filière en France en alertant sur les retards pris pour la seconde phase de l'Institut national de l'énergie solaire (INES) en raison de financements qui ont été bloqués. Selon Jean-Pierre Vial, sénateur UMP et vice-président du conseil général de la Savoie, coprésident de l'INES et administrateur du pôle Tenerrdis, si ces projets d'investissement sont bloqués et que les grands groupes l'investissement pas en France c'est également parce qu'il y a une responsabilité de la part de l'État qui ne s'est pas assez investi dans cette filière.
En 2012, l'ingénieure hydraulicienne et dirigeante d'entreprise Maryse François-Xausa est vice-présidente de l'association Tenerrdis.

## Objectifs

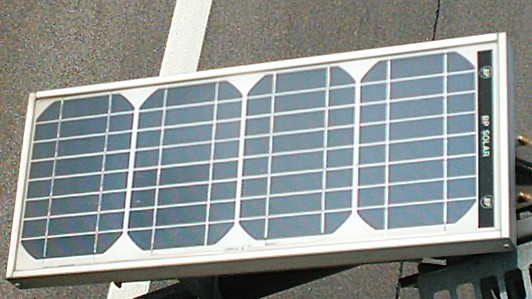
Un module.

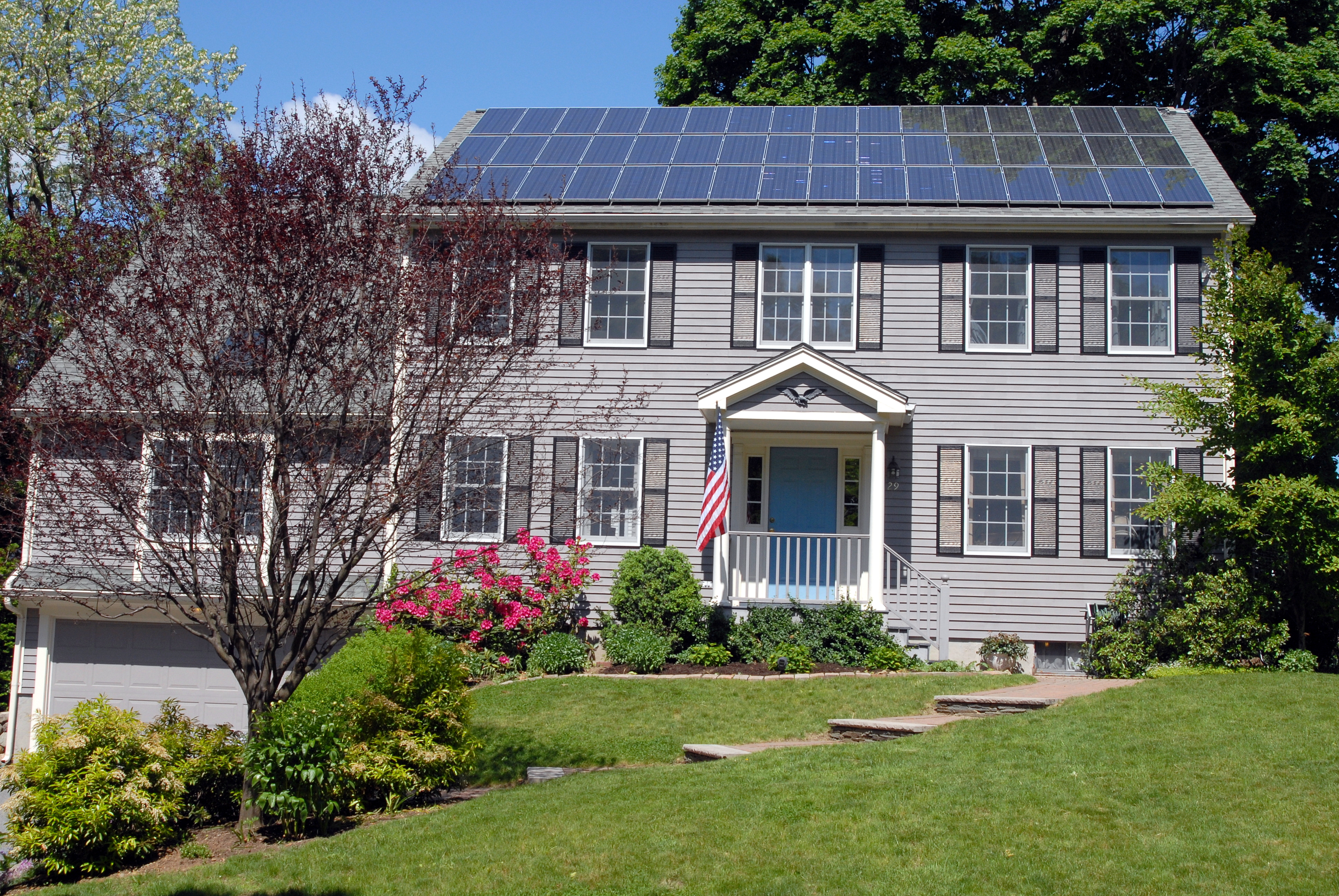
Une maison autonome aux États-Unis.

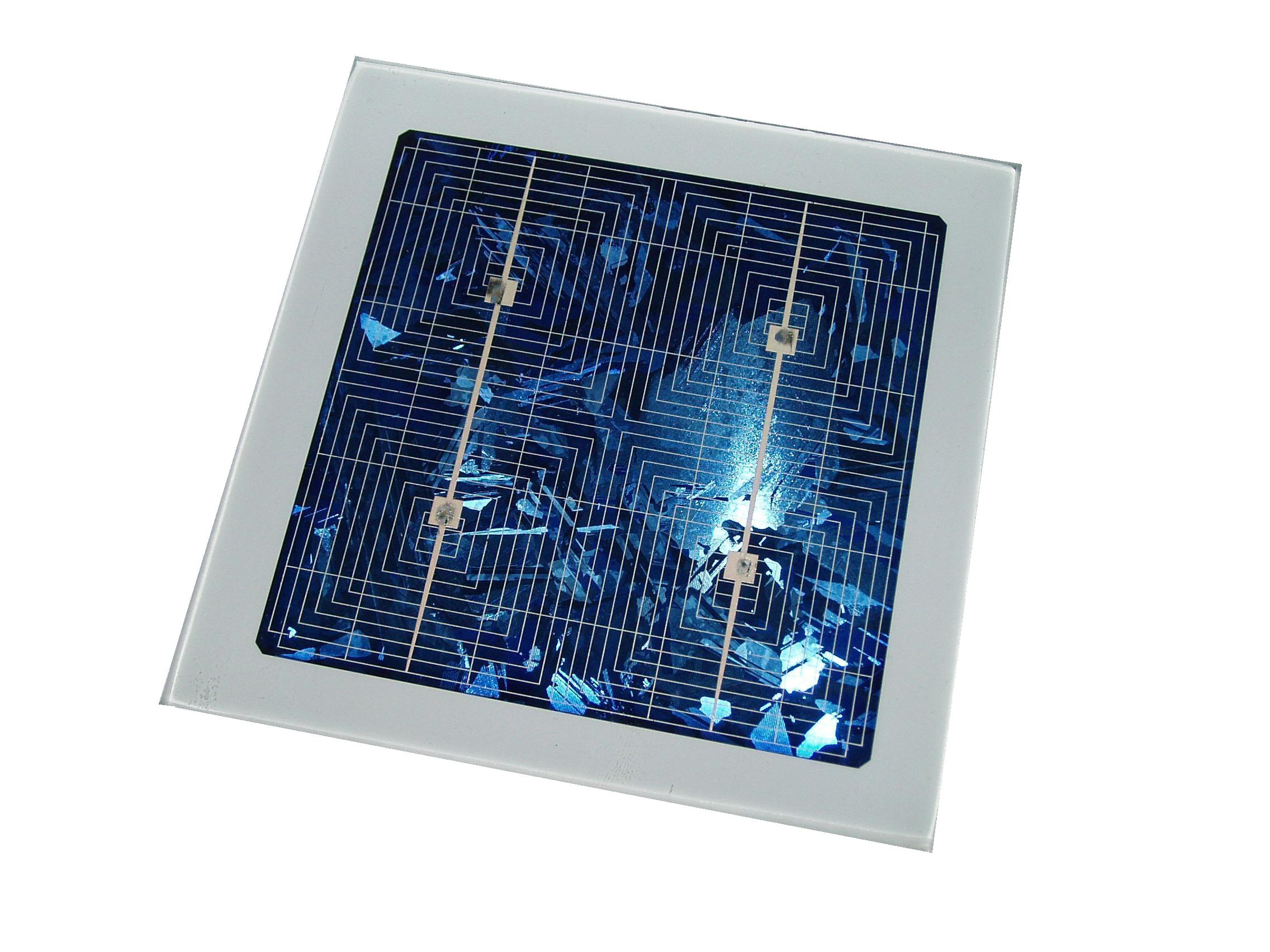
Une cellule polycristalline.

Favoriser la croissance d’activité durable et la création d’emplois pérennes dans les filières des nouvelles technologies de l’énergie, en cohérence avec les enjeux de la transition énergétique, en mobilisant l’ensemble des ressources (industrielles, institutionnelles, académiques et scientifiques).
Les membres de Tenerrdis participent à 43 projets labellisés bénéficiant d'un financement total de 100 M€, visant à aider la France à rattraper son retard dans le domaine du solaire. Ce pôle travaille notamment sur l'amont de la filière, sur les équipements de production, les matériaux (silicium notamment), les cellules solaires, les panneaux PV et les systèmes électriques (6 500 emplois en France en 2010).
Fin 2010, Tenerrdis a labellisé plus de 400 projets de recherche et développement depuis sa création, dont 146 aidés à hauteur de 142 M€ (pour un budget global de 322 M€). En outre, 41 projets de R&D ont concerné le solaire photovoltaïque (labellisés et financés).

## Six domaines d'activité stratégique
- Production d’énergie renouvelable et insertion dans le mix décarboné

Allier les sources d’énergie pour créer un mix énergétique pertinent et économiquement viable
- Stockage et conversion d’énergie

Stocker l’énergie, la transporter et la convertir en fonction des besoins
- Micro-réseaux multivecteurs

Développer la flexibilité et l’autonomie grâce aux énergies renouvelables
- Efficacité énergétique – Bâtiment et Industrie

Consommer moins, consommer mieux et optimiser le bilan énergétique
- Mobilité décarbonée

Développer les infrastructures et sources d’énergie pour des transports décarbonés
- Intelligence et cybersécurité des systèmes énergétiques

Optimiser et sécuriser les systèmes multiénergies grâce à l’apport du numérique

## Quelques acteurs concernés
- Air Liquide
- EDF
- Enedis
- Engie
- GRDF
- GE Hydro France
- Schneider Electric
- ATAWEY
- ER2I
- CNR
- Energy Pool
- Photowatt
- Eolya Groupe Streiff
- Sun'R
- CEA
- Grenoble INP
- INSA Lyon
- Université Savoie Mont-Blanc
- Grenoble Alpes Métropole
- Département de la Savoie
- Valence Romans Agglo
- Auvergne-Rhones-Alpes Énergie Environnement
- DIRECCTE
- Métropole de Lyon
- Cluster Eco-Energies
- GRTGaz
- Siemens
- Communauté de communes Entre Bièvre et Rhône